# Atrococcus melanovirens
Atrococcus melanovirens  (лат.) — вид полужесткокрылых насекомых-кокцид рода Atrococcus из семейства мучнистые червецы (Pseudococcidae).

## Распространение
Европа: Франция.

## Описание
Питаются соками растений, например, таких как Amaranthaceae: Camphorosma monspeliaca; Cistaceae; Cistus monspeliensis. 
Вид был впервые описан в 1941 году энтомологом Л. Гю (Goux, L.) вместе с видами A. labiatarum, и A. suaedae. Atrococcus melanovirens включён в состав рода Atrococcus вместе с видами A. luffi, A. bartangica, A. groenlandensis, A. labiatarum, A. colchicus, A. gouxi, A. altaicus, A. pauperculus, A. salviae, A. saxatilis, A. suaedae, A. zirnitsi и другими таксонами.